# Любомирский, Александр (1693)
Александр Доминик Любомирский (пол. Aleksander Dominik Lubomirski, 1693—1720) — польский аристократ и князь, 6-й ординат Острожский (1709—1720), староста сандомирский, заторский и рыкский.

## Биография
Представитель польского княжеского рода Любомирских герба «Дружина». Старший сын князя Юзефа Кароля Любомирского (1638—1702), великого маршалка коронного, и княгини Теофилы Людвики Заславской (1654—1709), владелицы Острожской ординации.
В 1709 году после смерти своей матери князь Александр Доминик Любомирский унаследовал обширный Острожский майорат на Украине. Также ему принадлежали староста сандомирское, заторское и рыкское.
Не был женат и не оставил после себя потомства.
В 1720 году после смерти бездетного Александра Любоморского Острожская ординация перешла во владение князю Павлу Каролю Сангушко, женатому на его сестре Марианне Любомирской.